# Ferdinando Maria Poggioli

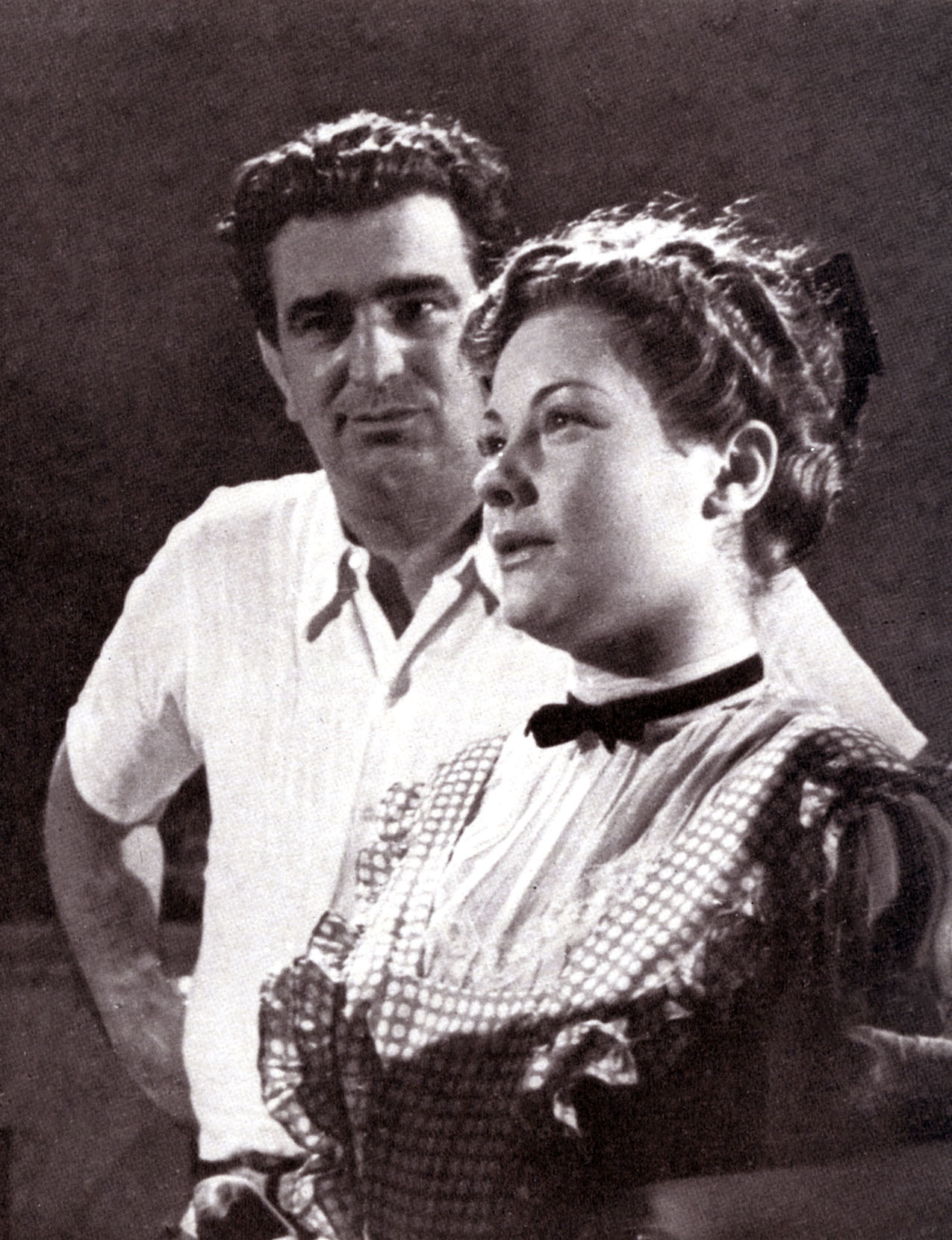
Ferdinando Maria Poggioli mit der Schauspielerin Maria Denis. Szenenfoto von 1941.

Ferdinando Maria Poggioli (* 15. Dezember 1897 in Bologna; † 2. Februar 1945 in Rom) war ein italienischer Filmregisseur und Filmeditor.

## Leben und Werk
Nach einem an der Universität Venedig absolvierten Studium der Wirtschaftswissenschaften war Poggioli als Mitarbeiter der von Alessandro Blasetti verantworteten Zeitschrift „Cinematografo“ Ende der 1920er Jahre mit dem Film in Berührung gekommen. 1930 wechselte er dann auf die aktive Seite; über Stationen als Skriptjunge und Regieassistent drehte er eigene Dokumentarfilme (Presepi, Paestum und Impressione siciliane zwischen 1931 und 1933) und wurde Filmeditor.
1936 legte er seine Debütarbeit als Spielfilmregisseur vor, doch blieb Arma bianca wie der drei Jahre später entstandene Richezza senza domani noch ohne besondere Meriten. Mit Addio, giovinezza! konnte Poggioli mit eigenem Stil und einem behutsamen Gespür für die inszenierten Geschichten und Personen überzeugen. Die unmögliche Liebesgeschichte einer Näherin und eines Studenten im Turin des angehenden 20. Jahrhunderts wurde nach der Komödie von Camasio und Oxilia gedreht; ebenfalls nach einer literarischen Vorlage, Flavia Stenos Roman La servetta di Masone, erschien 1942 Sissignora, in der ein Dienstmädchen vom Lande an dem Zynismus der Einwohner der Großstadt Genua scheitert. Als Poggiolis Schlüsselwerk wird seit den 1970er Jahren (bis dahin war er kaum rezipiert und seine Rolle als Bindeglied zwischen Filmen der Telefoni Bianchi und des Neorealismus als dessen Wegbereiter kaum wahrgenommen worden) Eifersucht (Gelosia) angesehen. Ebenfalls 1942 in die italienischen Kinos gekommen, erzählt der nach Luigi Capuanas Il marchese di Roccaverdina geschriebene dramatische Film von der wilden und zügellosen Leidenschaft eines Adligen und einer Bediensteten.
Auch seine weiteren Filme sind interessant (z. B. La morte civile, Sorelle Materassi), reichen aber nicht an die erwähnten Arbeiten heran. 1943 verließ er die Filmbranche, da er nicht gewillt war, aus politischen Gründen künstlerische Kompromisse einzugehen und führte einige Monate ein Antiquariat. Anfang Februar 1945 beging er Suizid durch Gas.

## Filmografie (Auswahl)
- 1936: Arma bianca
- 1939: Richezza senza domani
- 1940: Addio, giovinezza!
- 1941: La morte civile
- 1942: Sissignora
- 1942: Eifersucht (Gelosia)
- 1943: Sorelle Materassi
- 1944: Il cappello da prete